# Sixten Ahrenberg
Sixten Ola Anton Ahrenberg, född den 25 juni 1909 i Adolf Fredriks församling i Stockholm, död den 29 januari 1980 i Enskede, var en svensk journalist, revymakare och kuplettförfattare.

## Liv och verksamhet
Efter läroverksstudier påbörjade Ahrenberg en journalistbana och blev 1926 medarbetare i Stockholms Dagblad samt var från 1932 knuten till Aftonbladet. Han var en av de allra första i landet som arbetade med den nya så kallade nöjesjournalistiken och var från 1932 chef för Aftonbladets nöjesavdelning. Sixten Ahrenberg gjorde den sista intervjun med Ernst Rolf den 22 december 1932 bara ett par dagar innan Rolf avled. Från 1940 verkade han parallellt även i Sveriges Radio och sedermera även inom SVT. 
Vid sidan om journalistiken var Ahrenberg aktiv inom det stockholmska revylivet. Han var en av de ansvariga bakom revyn Låt oss möta våren på Casinoteatern 1939 och skrev tillsammans med Per-Erik Lindorm revyfolklustspelet Alla flugor ha vingar som spelades på Bellevue-Teatern 1945. Samma år översatte han den danska revyn Gräshopporna åt Södra Teatern. Inte minst var Ahrenberg dock en drivande kraft bakom Vi som vill opp, en serie under 1940- och 1950-talen återkommande revyer där unga nya talanger fick tillfälle att debutera. Han skrev också själv flera kupletter till dessa revyer och använde som sångtextförfattare signaturerna "Mr Sansen" och "Mr F.". Ahrenberg hade även hade en mindre roll (som journalist) i Gösta Folkes film Maria 1947. 
Till sina hobbyer räknade Ahrenberg trolleri och han var aktiv medlem i trollkonstnärsorganisationerna Magiska bröderna (som han var med om att grunda 1941) och Magiska cirkeln.

## Familj
Sixten Ahrenberg var son till köpmannen Oscar Ahrenberg och Adéle Jones. Han gifte sig första gången 1941 med skådespelaren Mary Anner (1909–2012) (äktenskapet upplöst 1946) och andra gången 1947 med Ingrid "Lill" Högfeldt (1908–2009). Lill Ahrenberg uppträdde på varieté som Miss Minne. I det första äktenskapet föddes dottern Annika 1941 och i det andra sonen Lars (sedermera professor i språkteknologi) 1948.